# Le Dollar troué
Pour plus de détails, voir Fiche technique et Distribution.
Le Dollar troué (Un dollaro bucato) est un western spaghetti italien réalisé par Giorgio Ferroni et sorti en 1965.

## Synopsis
Deux frères, Gary et Phil O'Hara, se séparent après la Guerre de Sécession pour essayer de faire fortune chacun de leur côté. Gary débarque dans une ville où il est embauché par McCoy, l'homme fort de la ville, qui le charge d'éliminer "Black Eyes" un criminel.
Arrivé au saloon Gary demande à "Black Eyes" de se rendre mais ce dernier se retourne et lui tire une balle en plein cœur au moment même où Gary vient de reconnaître dans le miroir son frère Phil. McCoy fait abattre Phil par ses sbires.
Mais Gary n'est pas mort, sauvé par un dollar dans la poche de sa chemise. Son seul but maintenant est de régler ses comptes avec McCoy...

## Fiche technique
- Titre français : Le Dollar troué
- Titre original : Un dollaro bucato
- Réalisation : Giorgio Ferroni crédité comme Calvin Jackson Padget dans la version internationale
- Scénario : Giorgio Ferroni (George Finley dans la version internationale) et Giorgio Stegani
- Production : Bruno Turchetto, Salvatore Persichetti, Alberto Dionisi, Giorgio Venturini, Federico Galliani, Robert Dorfmann pour Fono Roma, Dorica Film, Explorer Film 58 et Films Corona[1]
- Musique : Gianni Ferrio
- Photographie : Antonio Secchi (Tony Dry dans la version internationale)
- Montage : Antonietta Zita
- Costumes : Elio Micheli
- Genre : Western
- Pays de production :  Italie
- Date de sortie : 
  - Italie : 8 août 1965
  - France : 10 juin 1966[1]
- Durée : 96 minutes

## Distribution
- Giuliano Gemma (VF : Michel Le Royer) : Gary O'Hara (Montgomery Wood)[2]
- Evelyn Stewart (VF : Michèle Montel) : Judy O'Hara
- Pierre Cressoy (VF : Roland Ménard) : McCoy (Peter Cross)
- Giuseppe Addobbati (VF : Jean Michaud) : Donaldson (John Mac Douglas)
- Franco Fantasia (VF : Jacques Beauchey) : Shérif Anderson (Frank Farrell)
- Tullio Altamura (VF : Robert Marcy) : Peter (Tor Altmayer)
- Massimo Righi (VF : Serge Lhorca) : Brad (Max Dean)
- Andrea Scotti : (Andrew Scot) un homme de Donaldson
- Nazzareno Zamperla : Phil O'Hara (Nicholas St.John)
- Benito Stefanelli (VF : Raymond Loyer) : James (Benny Reeves)
- Franco Lantieri : Slim (Frank Liston)
- Nello Pazzafini (VF : Claude Bertrand) : un homme de la bande de McCoy (Peter Surtess)
- Pietro Ceccanelli (VF : Henry Djanik) : Rex
- Gino Marturano (VF : Jean-François Laley) : Brad (John Martin)
- Luigi Tosi
- Sal Borgese : un homme de main

## Autour du film
La musique originale, composée par Gianni Ferrio, a été utilisée par Quentin Tarantino dans son film Inglourious Basterds.